# نصب هاميلتون غرانج التذكاري الوطني
النصب التذكاري الوطني هاميلتون جرينج (المعروف أيضًا باسم هاميلتون جرينج أو جرينج ) هو متحف منزل تاريخي داخل حديقة سانت نيكولاس في حي هاميلتون هايتس في مانهاتن في مدينة نيويورك، الولايات المتحدة. تم تشغيل هذا المبنى من قبل دائرة المتنزهات الوطنية (NPS)، وكان المنزل الوحيد الذي امتلكه ألكسندر هاملتون، أحد الآباء المؤسسين للولايات المتحدة. يحتوي المنزل على معروضات للزوار، بالإضافة إلى غرف مختلفة ذات تصميمات داخلية تم ترميمها تعود إلى القرن التاسع عشر. كان المنزل يقع في الأصل بالقرب من شارع 143 الحالي، ثم تم نقله في عام 1889 إلى 287 شارع كونفينت قبل أن يتم نقله مرة أخرى في عام 2008 إلى حديقة سانت نيكولاس. يعد هذا البناء معلمًا مميزًا في مدينة نيويورك ونصبًا تذكاريًا وطنيًا للولايات المتحدة، وهو مدرج في السجل الوطني للأماكن التاريخية.
حصل هاملتون على أرض للعقار من جاكوب شيفلين وصامويل برادهيرست بدءًا من عام 1800، وكلف المهندس المعماري جون ماكومب جونيور بتصميم منزل ريفي هناك. تم الانتهاء من بناء المنزل في عام 1802، قبل عامين فقط من وفاة هاملتون في عام 1804 . ظل المنزل ملكًا لعائلته لمدة 30 عامًا بعد ذلك، ثم تم بيعه عدة مرات، بما في ذلك لعائلة وارد، التي احتلت المنزل بين عامي 1845 و1876. تم تقسيم العقار الأصلي وبيعه في ثمانينيات القرن التاسع عشر، وتم نقل المنزل لأول مرة بعد أن اشترته كنيسة القديس لوقا الأسقفية في عام 1889. استخدمت الكنيسة هاملتون جرينج ككنيسة ومقر إقامة قبل بيعها إلى الجمعية الأمريكية للحفاظ على المناظر الطبيعية والتاريخ (ASHPS) في عام 1924. افتتحت هيئة المتنزهات الوطنية الأسترالية (ASHPS) المنزل كمتحف في عام 1930 وسلمت العمليات إلى هيئة المتنزهات الوطنية (NPS) في عام 1960. على مدى العقود الأربعة التالية، حاولت هيئة المتنزهات الوطنية نقل المنزل حتى يمكن ترميم المبنى. تم إغلاق The Grange للترميم والنقل بين عامي 2006 و2011.
The Grange هو منزل على الطراز الفيدرالي مكون من طابقين مع قبو على مستوى الأرض. وهو عبارة عن بناء مستطيل الشكل يحتوي على أروقة على واجهتيه الأمامية والخلفية، بالإضافة إلى ساحات على يساره ويمينه. يعود تاريخ الطابق السفلي إلى عام 2011 ويحتوي على متجر الهدايا والمعروضات، في حين أن الطابقين الآخرين هما جزء من المنزل الأصلي. في الطابق الأول توجد غرفة دراسة هاملتون، وغرفة معيشة، وغرفة طعام، ومساحتين إضافيتين. تم استخدام مساحات الطابق الثاني كغرف نوم. تم بيع معظم ممتلكات هاملتون الأصلية بعد وفاته إلى مؤسسات أمريكية أخرى، والعديد من الأشياء الحالية في المنزل هي نسخ طبق الأصل تم إنشاؤها في عام 2011. لقد كان The Grange موضوعًا للتعليقات المعمارية على مر السنين، وهو يحمل اسم العديد من الهياكل في الحي.